# 白腹獅子魚
白腹獅子鱼，为輻鰭魚綱鮋形目杜父魚亞目狮子鱼科的其中一種。分布於西北太平洋區Kuril海峽南方海域，體長可達14.1公分，棲息在水深78公尺的沙泥底質水域，生活習性不明。